# EMBO Molecular Medicine
EMBO Molecular Medicine es una revista médica de acceso abierto revisada por pares que cubre la investigación en medicina molecular .
La revista fue publicada por Wiley-Blackwell junto con la Organización Europea de Biología Molecular desde su lanzamiento en 2009, hasta diciembre de 2013, cuando se inició EMBO Press. Según Journal Citation Reports , la revista tuvo un factor de impacto de 2017 de 10.293, ubicándose en el séptimo lugar entre 128 revistas en la categoría "Medicina, investigación y experimentos". Según academic accelerator , la revista tiene un factor de impacto de 8.821 en 2019.

## Métricas de revista
2022
- Web of Science Group : 12.137
- Índice h de Google Scholar: 119
- Scopus: 10.723